# NGC 3242
NGC 3242 (ook: de Geest van Jupiter) is een planetaire nevel in het sterrenbeeld Waterslang. Het hemelobject werd op 7 februari 1785 ontdekt door de Duits-Britse astronoom William Herschel.

## Synoniemen
- Geest van Jupiter
- PK 261 32,1
- ESO 568-PN5
- CS = 12,0